# Silutitan sinensis
Silutitan sinensis (gr. "gigante chino de la ruta de la seda") es la única especie conocida del género extinto Silutitan de dinosaurio saurópodo Titanosauriforme, que vivió a principios del período Cretácico, hace aproximadamente entre 120 millones de años, en el Aptiense, en lo que hoy Asia. Fue encontrado en la Formación Shengjinkou de Sinkiang, China. En 2006, se informó un Konservat-Lagerstätte de la Formación Shengjinkou en la región de Hami de Xinjiang, China. Este consistía en sedimentos lacustres que permitían una preservación excepcional de fósiles. El mismo año, Qiu Zhanxiang y Wang Banyue comenzaron las excavaciones oficiales.
Entre los fósiles excavados había seis vértebras cervicales con todas las espinas neurales intactas. En 2021, estos se establecieron como el holotipo,  IVPP V27874, del nuevo taxón de saurópodos, Silutitan. Se encontró una mandíbula de Hamipterus cerca de la décima vértebra cervical, pero esto probablemente se deba a la tafonomía. El nombre genérico se refiere a la Ruta de la Seda, Silu en mandarín, mientras que el nombre específico, S. sinensis, se refiere a China. El análisis filogenético de Wang et al. coloca a Silutitan como el taxón hermano de Euhelopus, una posición que no cambia cuando se combina con el titanosaurio contemporáneo Hamititan en una sola unidad.